# كاثلين جورج
كاثلين جورج (بالإنجليزية: Kathleen George)‏ (7 يوليو 1943، جونستاون في الولايات المتحدة)؛ روائية أمريكية. درست في جامعة بيتسبرغ.